# Tsaagan
Tsaagan ist eine Gattung theropoder Dinosaurier aus der Gruppe der Dromaeosauridae. Die einzige bekannte Art ist Tsaagan mangas. 
Bisher ist erst ein Fund bekannt, der aus einem vollständigen Schädel und einer Serie von Halswirbeln besteht und in der Mongolei entdeckt wurde. Dieser Fund stammt aus der Djadochta-Formation und wird in die Oberkreide(mittleres Campanium) datiert. Obwohl keine Knochen des Rumpfes oder der Gliedmaßen bekannt sind, zeigte dieser Fleischfresser wahrscheinlich wie alle Dromaeosauriden eine vergrößerte Sichelkralle an der zweiten Zehe sowie proportional lange Arme und große Hände.

## Merkmale
Der einzige Fund besteht aus einem Schädel mit Kiefern sowie den vorderen acht Halswirbeln. Alle Knochen wurden im anatomischen Verbund vorgefunden. Der Schädel ist leicht zerdrückt – so ist der Schädel seitlich abgeflacht und die Schnauzenregion etwas verschoben. Die Gesamtlänge des Schädels wird auf 20,1 cm geschätzt. Wie der Verschmelzungsgrad der Schädelknochen zeigt, handelte es sich wahrscheinlich um ein erwachsenes Individuum.
Der Schädel zeichnet sich durch eine lange Schnauze aus, die 59 % der Gesamtlänge des Schädels ausmacht. Die Kiefer sind massiver und der Hirnschädel weniger stark pneumatisiert (mit luftgefüllten Kammern durchzogen) als bei dem nahe verwandten Velociraptor. Am hinteren Ende der Schädeldecke befindet sich ein nach oben gerichteter Kamm, der größer ist als bei jedem anderen bisher bekannten Dromaeosauriden. Auf jeder Hälfte des Unterkiefers saßen 14 bis 15 gekrümmte Zähne, ähnlich wie bei anderen Dromaeosauriden. Der linke Oberkiefer (Maxilla) des Fundes weist auf 13 Zähne hin, während das vor dem Oberkiefer befindliche Zwischenkieferbein (Prämaxillare) vier Zähne zeigt.
Verschiedene anatomische Details (Autapomorphien) grenzen Tsaagan von allen anderen Dromaeosauriden ab. So ist der Paroccipitalprozess gerade, und der Basipterygoid-Prozess verlängert und anteroventral ausgerichtet. Ursprünglich galten zwei weitere Merkmale ebenfalls als Autapomorphien: Das große, sich am vorderen Rand der antorbitalen Schädelgrube (Fossa) befindliche Maxillarfenster und der Umstand, dass das Jugale das Schuppenbein (Squamosum) berührt, sodass das Postorbitale vom Rand des Infratemporalfensters ausgeschlossen ist. Eine jüngere Studie aus 2010 fand genau diese Merkmale jedoch bei dem kürzlich beschriebenen Dromaeosauriden Linheraptor. Linheraptor stammt aus der Wulansuhai-Formation der Inneren Mongolei, dem chinesischen Äquivalent der Djadochta-Formation.

## Systematik
Wie gemeinsame Schädelmerkmale zeigen war Tsaagan ein enger Verwandter und das Schwestertaxon von Linheraptor, die wahrscheinlich eine eigene Gruppe spätkreidezeitlicher, asiatischer Dromaeosauriden bildeten. Beide Gattungen waren basaler (urtümlicher) als Velociraptor und standen phylogenetisch vermutlich zwischen basalen und fortgeschritteneren Dromaeosauriden.
Vor der Entdeckung von Linheraptor sind die Beschreiber von Tsaagan (Norell und Kollegen, 2006) davon ausgegangen, dass Tsaagan zusammen mit Deinonychus, Velociraptor, Utahraptor, Dromaeosaurus, Achillobator, Adasaurus und Saurornitholestes eine Gruppe innerhalb der Dromaeosauridae bildet, die von den primitiveren Microraptorinen und Unenlagiinen abgegrenzt ist. Oft wird diese Gruppe in zwei bis drei Untergruppen unterteilt, die Dromaeosaurinae (Dromaeosaurus, Utahraptor und Achillobator), die Velociraptorinae (Velociraptor, Deinonychus) und manchmal die Saurornitholestinae (Saurornitholestes, Bambiraptor, Atrociraptor), obwohl die Beschreiber keine Hinweise für eine derartige Unterteilung finden konnten. Longrich und Currie (2009) klassifizieren Tsaagan innerhalb der Velociraptorinae zusammen mit Adasaurus, Velociraptor und Itemirus.

## Fund, Namensgebung und Paläoökologie
Der bisher einzige Fund (Exemplarnummer IGM 100/1015) stammt aus Ukhaa Tolgod, einem Fundort im mongolischen Aimag Ömnö-Gobi. Stratigraphisch gehört der Fundort zur Djadochta-Formation, die in das mittlere Campanium datiert wird. Der Fund wurde 2006 von Norell, Clark, Turnier, Makovicky, Barsbold und Rowe wissenschaftlich beschrieben. Der Name Tsaagan mangas kommt aus dem mongolischen und bedeutet so viel wie „weißes Monster“ (цагаан мангас).
Tsaagan ist erst der zweite aus der Djadochta-Formation beschriebene Dromaeosauride, obwohl bereits zahlreiche Skelette des nahe verwandten Velociraptor mongoliensis entdeckt wurden. Velociraptor fehlt aus der Ukhaa Tolgod-Fundstelle gänzlich, was darauf hinweist, dass die Dromaeosauriden-Fauna innerhalb der Djadochta-Formation nicht einheitlich war, sondern regionale Unterschiede zeigte. Tsaagan teilte seinen Lebensraum vermutlich mit einem weiteren, noch unbeschriebenen Dromaeosauriden aus der nahegelegenen Zos Wash-Fundstelle. Häufige Funde beider Fundstellen sind der Ceratopsier Protoceratops andrewsi sowie der Alvarezsauride Shuvuuia deserti.

## Belege
- Mark A. Norell, James M. Clark, Alan H. Turner, Peter J. Makovicky, Rinchen Barsbold: A New Dromaeosaurid Theropod from Ukhaa Tolgod (Ömnögov, Mongolia) (= American Museum Novitates. Nr. 3545, ISSN 0003-0082). American Museum of Natural History, New York NY 2006, online.